# نيل تشيرشل
نيل تشيرشل هو سياسي أمريكي، ولد في 13 فبراير 1891، وتوفي في 30 سبتمبر 1969.